# USS Philip (DD-76)
USS Philip (DD-76) – amerykański niszczyciel typu Wickes. Jego patronem był John Woodward Philip.
Stępkę okrętu położono 1 września 1917 w stoczni Bath Iron Works w Bath (Maine). Zwodowano go 25 lipca 1918. Jednostka weszła do służby w US Navy 23 sierpnia 1918, jej pierwszym dowódcą był Lieutenant Commander John F. Cox.
Okręt był w służbie w czasie I wojny światowej. Działał jako jednostka eskortowa na wodach amerykańskich i europejskich.
Po I wojnie światowej okresy służby przeplatał okresami pozostawania w rezerwie.
23 października 1940 wycofany z US Navy i przekazany Royal Navy w ramach umowy niszczyciele za bazy. Nosił nazwę HMS Lancaster. Służył jako okręt minowy i eskortowy.
Przeniesiony do rezerwy w lipcu 1945, złomowany w 1947.